# Félix Fermín
Félix José Fermín Minaya, né le 9 octobre 1963 à Mao en République dominicaine, est un ancien joueur dominicain de baseball qui évolue en Ligue majeure de baseball de 1987 à 1996. Il est manager des Águilas Cibaeñas en Ligue dominicaine hivernale depuis 2000.

## Carrière
Drafté par les Pittsburgh Pirates en juin 1983, Félix Fermín passe quatre ans en Ligues mineures avant d'effectuer ses débuts en Ligue majeure le 8 juin 1987. Il prend part à 66 matches en deux saisons avec les Pirates avant d'être échangé le 25 mars 1989 aux Cleveland Indians, où il devient titulaire. Après cinq saisons chez les Indians, Fermín devient agent libre et signe avec les Seattle Mariners, avec lesquels il participe aux play-offs en 1995. Il achève sa carrière de joueur par un crochet de quelques jours chez les New York Yankees du 8 au 22 mai 1996, sans participer à un match de Ligue majeure sous le maillot des Yankees, puis rejoint les Chicago Cubs le 29 mai 1996. Il dispute 11 matches pour 16 passages à la batte avec les Cubs en 1996. 
Après sa carrière de joueur, Fermín devient manager. Responsable des Águilas Cibaeñas en Ligue dominicaine hivernale depuis 2000, il mène sa formation au titre de champion en 2001, 2003, 2005, 2007 et 2008.